# Ingemar Tunander
Tage Ingemar Elias Tunander, född 31 juli 1916 i Stora Tuna församling i Dalarna, död 16 mars 1997 i Maglehems församling i Skåne, var en svensk författare, länsantikvarie och tecknare. 

## Biografi
Tunander avlade 1941 teckningslärarexamen, blev 1949 filosofie kandidat vid Stockholms högskola och 1949 filosofie licentiat. Han var 1950–1955 landsantikvarie i Kopparbergs län, 1955–1963 intendent vid Sundsvalls museum, 1963–1969 landsantikvarie i Gävleborgs län och chef för Gävle museum, 1969–1973 förste intendent vid Malmö museum, 1973–1974 landsantikvarie i Kristianstads län, 1974–1977 chef för Malmö museum och 1978–1981 länsantikvarie i Kristianstads län. Han var 1951–1955 redaktör för Dalarnas Hembygdsbok, 1963–1969 för Från Gästrikland, 1974 för Skånes hembygdsförbunds årsbok och 1975 för Årsboken Malmöhus.
Som tecknare illustrerade han bland annat Mats Rehnbergs uppsats Gungor som utgavs i Fataburen 1949 och Anna-Maja Nyléns Folkdräkter som 1949 samt de egna arbetena Stilhistoria 1948 och Tapeter 1955 samt tillsammans med Gunnar Dalblom Teckna och måla och han skrev texterna till boken Falun, Staden vid Kopparberget som illustrerades av Birger Eriksson.
Tunander var son till folkskollärarna Elias Tunander (1883–1969) och Gertrud, född Håkansson (1885–1968). Han gifte sig första gången med Gunvor Lilja (1921–2010), med vilken han hade sonen Ola Tunander. Efter skilsmässa 1956 gifte han 1957 om sig med Britt Tunander, med vilken han hade sonen Pontus Tunander. Han var även morfar till Jelena Rundqvist.